# Taotie

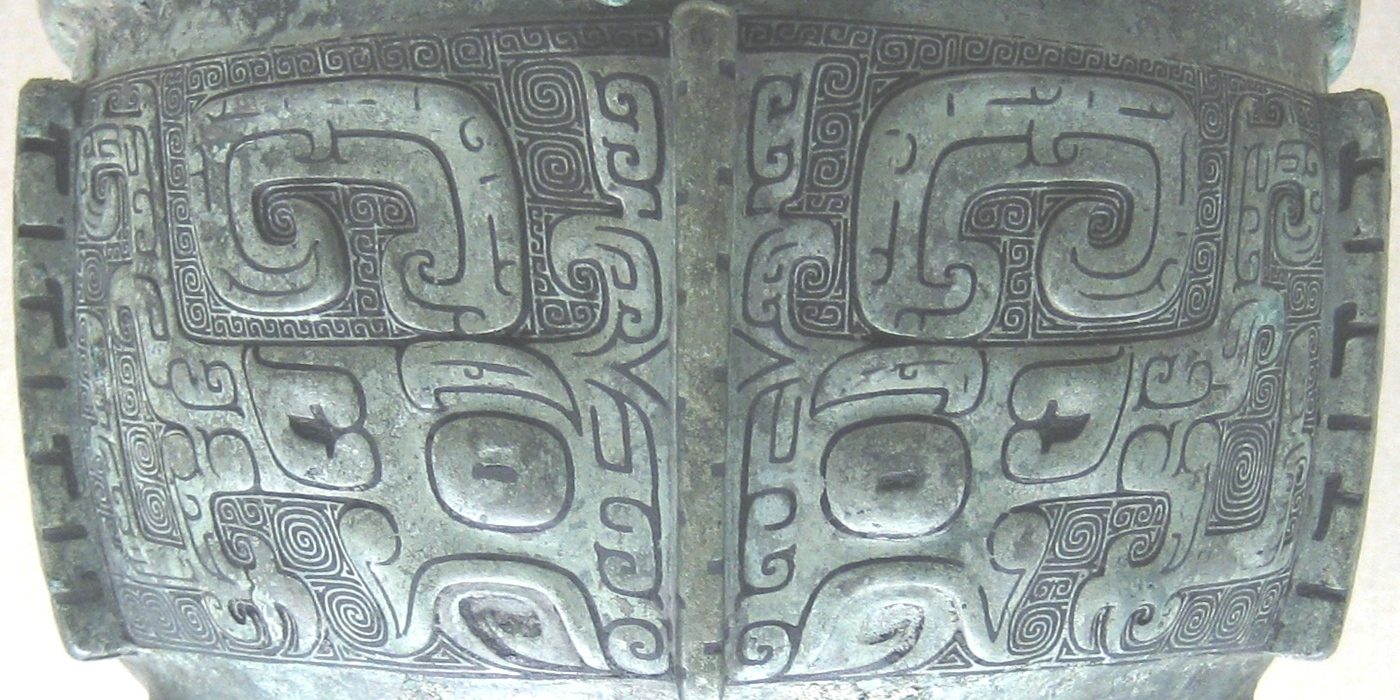
Masque taotie sur un vase ding de la fin de la dynastie Shang.

Un « masque taotie » (饕餮紋, tāo tiè wén, « motif de tao tie ») est un masque animalier qui orne fréquemment les bronzes rituels chinois des dynasties Shang et Zhou. On le trouve également sur certaines céramiques funéraires, ainsi que sur des disques de jade de la côte.

## Description

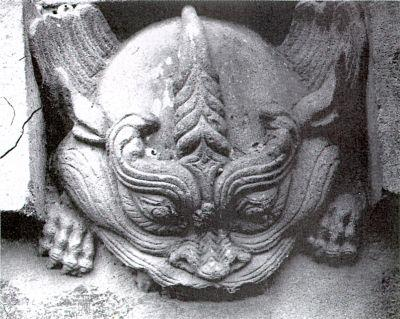
Taotie sur le portail du mausolée de la famille Shen au xian de Qu, Sichuan

Le motif taotie est une représentation stylisée et symétrique d'un animal imaginaire, empruntant certains de ses traits au dragon (龙 / 龍, lóng, ou 夔, kuí). Certains autres aspects l'apparentent au tigre, voire au bœuf ou au mouton. L'animal est décrit comme une créature féroce, cornue et aux yeux globuleux sous d'épais sourcils, dont la demi-mâchoire s'orne de crocs aiguisés (la mâchoire inférieure est absente). Le terme de tao tie est parfois rendu par « glouton », connu lui aussi pour sa voracité.
Il peut être observé de deux façons :
- soit comme deux dragons kui affrontés, museau contre museau, vus de profil. Ils n'ont alors qu'une jambe, et leur queue dessine une volute.
- soit comme un masque, avec des yeux globuleux, des cornes, des crocs, une mâchoire, ...

## Origines
Si ce motif se trouve très tôt mentionné dans les Annales du royaume de Lü « Printemps et Automne » (Lü Shi Chun Qiu), son origine est encore plus ancienne, puisqu'on trouve des représentations de masque taotie sur des poteries de la culture de Liangzhu (de 3400 av. J.-C. à 2400 av. J.-C. environ, dans la région de l'actuel Shanghai).

## Culture populaire
- Les Taoties sont l'ennemi du film La Grande Muraille.
- On le croise pendant la bataille de Luoyang dans le jeu vidéo Wo long: fallen dynasty
- Dinglu dans pokémon écarlate et violet est parfois mentionné comme étant inspiré par la créature, en partie à cause de l'urne présente sur sa tête. Les trésors du fléau dont le pokémon fait partie ont par ailleurs été officiellement indiqués comme ayant été inspirés par les quatre périls dont le Taotie est un membre.